# Ellipteroides (Progonomyia) subsaturatus
Ellipteroides (Progonomyia) subsaturatus is een tweevleugelige uit de familie steltmuggen (Limoniidae). De soort komt voor in het Neotropisch gebied.